# Embriagado de Amor
Punch-Drunk Love (bra: Embriagado de Amor; prt: Embriagado de Amor, ou Punch-Drunk Love - Embriagado de Amor) é um filme americano de 2002, do gênero comédia dramático-romântica, escrito e dirigido por Paul Thomas Anderson e estrelado por Adam Sandler, Emily Watson, Philip Seymour Hoffman, Luis Guzmán e Mary Lynn Rajskub.

## Sinopse
O empresário Barry Egan (Adam Sandler) é um eterno solteirão tímido e com problemas de interação social, governado pelas suas sete irmãs e que ainda não encontrou o amor, até dois fatos mudarem completamente sua vida: o surgimento de um harmônio e de uma mulher chamada Lena (Emily Watson), que entra em sua vida, fazendo suas emoções se confundirem, hesitando entre uma raiva incontrolável, desejo e dúvida. Paralelamente, Barry passa a ser chantageado por uma atendente de tele-sexo que possui todas as suas informações e trabalha para um homem misterioso (Philip Seymour Hoffman), o que só intensifica sua ansiedade.

## Elenco
- Adam Sandler .... Barry Egan
- Emily Watson .... Lena Leonard

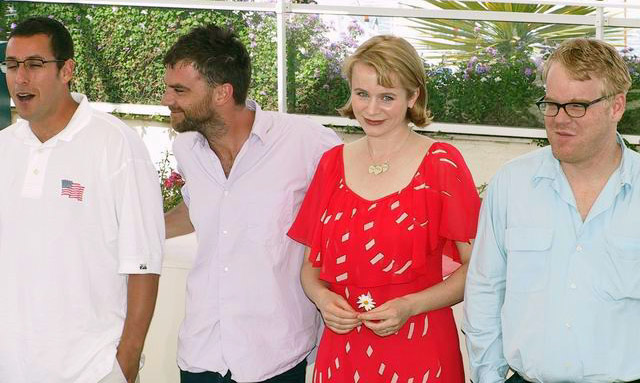
Adam Sandler, Paul Thomas Anderson, Emily Watson e Philip Seymour Hoffman em Cannes em 2002

- Philip Seymour Hoffman .... Dean Trumbell
- Luis Guzmán .... Lance
- Mary Lynn Rajskub .... Elizabeth Egan
- Robert Smigel .... Walter
- Lisa Spector .... Susan Egan
- Rico Bueno .... Rico
- Hazel Mailloux .... Rhonda Egan
- Julie Hermelin .... Kathleen Egan
- Salvador Curiel .... Sal
- Jorge Barahona .... Jorge
- Ernesto Quintero .... Ernesto

## Produção
O diretor havia tirado seu ponto inicial para o roteiro de uma reportagem que leu na revista semanal Time, sobre o engenheiro civil David Phillips da Universidade da Califórnia que ficou conhecido pelas companhias aéreas como "Sr. Pudim" por ter comprado dezenas de milhares de uma sobremesa flans da marca Healthy Choice que dava milhas de viagem em sua embalagem.
Após o lançamento de seu filme anterior Magnolia (que durou mais de três horas), Anderson afirmou que gostaria de trabalhar com Adam Sandler no futuro e que estava determinado a fazer seu próximo filme com noventa minutos de duração. O filme foi produzido pela Revolution Studios e New Line Cinema, e distribuído pela Columbia Pictures; apresenta a videoarte de Jeremy Blake na forma de interlúdios visuais. O filme recebeu críticas positivas da crítica, com o desempenho de Sandler recebendo elogios da crítica, mas não conseguiu recuperar seu orçamento de produção nas bilheterias.

## Recepção

### Bilheteria
O filme recebeu um lançamento doméstico limitado, começando em 11 de outubro de 2002 e totalizando US$ 17,8 milhões em receitas de bilheteria; uma bilheteria internacional de cerca de US$ 6,8 milhões resultou em uma bilheteria mundial de US$ 24,5 milhões.

### Resposta da crítica
O filme recebeu críticas geralmente positivas dos críticos e tem uma classificação de 80% "Certified Fresh" no Rotten Tomatoes, com base em 191 críticas, com uma classificação média de 7,4/10. O consenso declara: "Estranho, comovente e único, Punch-Drunk Love também é deliciosamente engraçado, utilizando a persona cômica de Adam Sandler para explorar a vida de um cara solitário que encontra amor". O filme também tem uma pontuação de 78 em 100 no Metacritic com base em 37 críticas. O filme chegou em 33º lugar nos "50 melhores filmes dos anos 00" do The A.V. Club. Roger Ebert elogiou o desempenho de Sandler em sua crítica ao Chicago Sun-Times.
Sandler passou a ganhar Melhor Ator no Festival Internacional de Cinema de Gijón por sua atuação e também foi nomeado para o Globo de Ouro de Melhor Ator - Filme Musical ou Comédia.[carece de fontes?]
Paul Thomas Anderson ganhou o prêmio de Melhor Diretor no Festival de Cannes de 2002 e o filme recebeu uma indicação para a Palma de Ouro. O filme foi indicado ao Grande Prêmio do Sindicato Belga de Críticos de Cinema.
Os cineastas Lee Unkrich, Judd Apatow, Barry Jenkins e Taika Waititi e os atores Bill Nighy, Owen Wilson e Timothee Chalamet o citaram como um de seus filmes favoritos.

## Prêmios e indicações
| Prêmio                                      | Categoria                        | Premiado             | Resultado                   |
| ------------------------------------------- | -------------------------------- | -------------------- | --------------------------- |
| Festival de Cannes 2002                     | Melhor Diretor                   | Paul Thomas Anderson | Venceu                      |
| Festival de Cannes 2002                     | Palma de Ouro                    | Punch-Drunk Love     | Indicado                    |
| Festival Internacional de Cinema de Gijón   | Melhor Ator                      | Adam Sandler         | Venceu[carece de fontes?]   |
| Globo de Ouro 2003                          | Melhor ator – musical ou comédia | Adam Sandler         | Indicado                    |
| MTV Movie Awards                            | Melhor beijo                     | Adam Sandler         | Indicado[carece de fontes?] |
| MTV Movie Awards                            | Melhor beijo                     | Emily Watson         | Indicado[carece de fontes?] |
| Associação de Críticos de Cinema de Toronto | Melhor atriz coadjuvante         | Emily Watson         | Venceu[carece de fontes?]   |
| Vancouver Film Critics Circle               | Melhor atriz coadjuvante         | Emily Watson         | Indicado[carece de fontes?] |